# Montenegró autópályái
Ez a lap tájékoztatót ad Montenegró autópályáiról.

## Történelem
A volt jugoszláv térség új államának, a kis Montenegrónak a területén most még nem vezet semmilyen autópálya, mivel a jugoszláv kormányok nem tartották fontosnak, hogy sztrádákkal hálózták be a fekete hegyek országát. Ám ha a függetlenségét nemrég elnyert délszláv államnak sikerül beindítania gazdaságát és idegenforgalmát, akkor előbb-utóbb az autópálya-építés is sorra fog kerülni. Egyelőre csak egy autóút besorolású, 35 km hosszú, E65-ös számozású úttal rendelkezik. Ez a szakasz a fővárost, Podgoricát köti össze Cetinjével, a régi fővárossal.

## Tervezett autópályák

### Аутопутeви (Autoputevi)
- 1. autópálya –  Szerbia – Berane – Andrijevica – Mateševo – Smokovac – Podgorica – Virpazar – Sutomore – Bar
- 2. autópálya –  Bosznia-Hercegovina – Grahovo – Podgorica –  Albánia
- 3. autópálya –  Koszovó – Andrijevica

### Полааутопутeви (Polaautoputevi)
- 2-es autóút – Sutomore – Virpazar

## Adatok
Közutak hossza Montenegróban 5227 km, ebből 0 km autópálya. E fiatal balkáni államban – ebből következtethetően – nem kell autópálya-díjat fizetni.